# Harald Edelstam
Harald Edelstam (født 17. marts 1913 i Stockholm, død 16. april 1989) var en svensk diplomat. Som ambassadør i Chile reddede han et stort antal mennesker, som blev forfulgt af Pinochets militærjunta efter kuppet 11. september 1973.
Tidligere, som diplomat i det af Det 3. Rige besatte Norge, havde han tilsvarende reddet flere hundreder norske jøder og frihedskæmpere.
Filmen Den sorte pimpernel om Edelstam, instrueret af Ulf Hultberg, havde premiere i september 2007, hvor den blev vist ved den internationale filmfestival i København.